# ليزا (اسم)
ليزا (Lisa) اسم علم مؤنث، والذي يمكن أن يكون اختصاراً لاسم إليزابيث.

## من حمل هذا الاسم
من بعض من حمل الاسم:
- ليزا ديل جوكوندو
- ليزا ماري بريسلي
- ليزا تيتزنر
- ليزا برينان جوبز
- ليسا مانوبان

وغيرهن